# A Ben 10 szereplőinek listája
Alább a Ben 10-sorozatokban feltűnő szereplők találhatók, kezdve magától a főszereplőtől, Bentől, egészen a mellékszereplőkig.

## Főszereplők

### Ben Tennyson
Eredeti hang:
- Tara Strong – Ben 10 és Ben 10 Omniverzum (4 évesen a Ne idd meg a vizet! részben, majd 10 és 11 éves kor között)
- Fred Tatasciore – Ben 10 (30 évesen a Ben 10 000 részben)
- Yuri Lowenthal – Ben 10 és az idegen erők, Ben 10: Ultimate Alien és Ben 10: Omniverzum (15 és 16 évesen)
- Sean Donnellan – Ben 10: Ultimate Alien (36 évesen a Ben 10 000 visszatér epizódban)
- Judd Nelson – Ben 10: Omniverzum (36 éves a Ben Again részben)

Magyar hang:
- Jelinek Márk – Ben 10
- Markovics Tamás – Ben 10: Az idegen erők, Ben 10: Ultimate Alien, Ben 10: Omniverzum
- Bogdán Gergő – Omniverzum (visszaemlékezések)
- Ifj. Boldog Gábor – Ben 10 (2016)

Megformálója:
- Graham Phillips – Ben 10: Harcban az idővel
- Ryan Kelley – Ben 10: Alien Swarm

Benjamin „Ben” Kirby Tennyson egy teljesen átlagos tízéves gyerek. Szeret videojátékokkal játszani, gyűjti a Szumó kártyákat, gyakran biciklizik és még gyakrabban kerül bajba. A nagyapjával és unokatestvérével töltött vakáció során ráakad az Omnitrixre, egy idegen technológiára, mely képessé teszi arra, hogy átváltozzon különböző űrlényekké. Miután nem tudja levenni, úgy dönt hős lesz, új hatalmával segíti a rászorulókat. Rá kell jönnie azonban, hogy ez bonyolultabb, mint gondolta, különösen az intergalaktikus hadúr Vilgax miatt, aki mindenáron meg akarja kaparintani az omnitrixet. Bármilyen bizarr idegen alakot is ölt Ben, belül ugyanaz az engedetlen tízéves marad. Gyakran használja csínytevésekre az Omnitrixet, de alapvetően jószívű és bármi áron megvédelmezi a családját a rájuk leselkedő veszélyekkel szemben. Találékonysága is sokszor kihúzta a csávából, mikor nem tudott idegenné változni, vagy az Omnitrix szeszélyéből adódóan nem olyan alakot öltött, amilyent szeretett volna. Az idegen erőkben Ben tölti be a vezető szerepét miután Max eltűnik. Az Omnitrix újra lett konfigurálva, ezzel újabb idegenek érhetőek el számára. Az eltelt néhány év alatt Ben nagyon megváltozott. Húsz év múlva a jövőben, Ben már híres szuperhős. Sikerült újra feltörnie az irányítókódot, így bármikor átváltozhat, bármelyik idegenné. Hozzáállásában is sokat változott, szigorúbb és keményebb lett, a sok harc után, de a fiatalabb énjével történt találkozás jótékony hatással volt rá. Később egy fia is születik, Ken Tennyson.

### Gwen Tennyson
Eredeti hang:
- Meagan Smith – Ben 10 (10 éves)
- Ashley Johnson – Ben 10 és az idegen Erők, Ben 10: Ultimate Alien (15 és 16 korosztály), és Ben 10: Omniverzum (11 és 16 éves kor között)
- Tara Strong – Ben 10 (30 és 42 évesen a "Ben 10.000" és "Ken 10" epizódoknál)

Magyar Hang:
- Tamási Nikolett – Ben 10
- Dögei Éva – Ben 10: Az idegen erők, Ben 10: Ultimate Alien, Ben 10: Omniverzum
- Csifó Dorina – Ben 10 (2016)

Megformálója:
- Haley Ramm – Ben 10: Harcban az idővel
- Galadriel Stilmenan – Ben 10: Alien Swarm

Gwendolyn „Gwen” Catherine Tennyson Ben 10 éves unokatestvére. Míg Ben fejjel menne a falnak, ő a józanság hangja, mindig megfontoltan cselekszik. Az esetek többségében megpróbálja lebeszélni Bent, arról hogy bajba kerüljön, de ez szinte sosem hatásos, Ben nem vesz tudomást róla. Gwen és Ben nem jönnek ki túl jól, de ha úgy adódik, mindig segítenek egymáson.
Gwen gyakran használja laptopját, hogy információkat találjon gyanús emberekről, eseményekről, vagy lényekről.
Bár száraz, szarkasztikus csipkelődéseivel, sok alkalommal magára haragítja Bent, a szíve mélyén mégis szereti, mint unokatesóját és időről időre megadja neki a kellő tiszteletet.
Gwen meghökkentő gimnasztikai mutatványokra képes, valamennyire jártas a harcművészetekben is. Leginkább említésre méltó képessége azonban a varázslás tudománya. Öröklött aurájának köszönhetően képes használni mágikus tárgyakat és varázsigéket, bár még messze nem sajátított el minden tudást ezen a téren. Gyakran böngészi a Bűbájontótól elvett varázskönyvet, hogy fejlessze képességeit.
Két alkalommal sikerült szert tennie emberfeletti képességekre. Első alkalommal hozzá került a Bézel medálok egyike, amely a jószerencséé volt. Ezáltal Gwen bármilyen cselekedete olyan láncreakciót indított el, melynek végén mindig elérte célját, bár ezek során Ben gyakran megsérült.
Második alkalommal hozzájutott a Kulcskőhöz, ami olyan emberfeletti erőt adott neki ami már nem csupán a szerencséből táplálkozott.
Gwen mindkét alkalommal rákényszerült hogy feladja hősi életét, miután a Bézel medálok elpusztultak.
Az idegen erőkben Gwen már sokkal jobban is bánik az erejével, az energia manipulálására is képes amivel robbanásokat, pajzsokat képes létrehozni. Bár közel sem olyan heves vagy indulatos mint korábban, de még mindig Benre vigyáz.
Húsz évvel később a jövőben már tökéletesen birtokában van varázsképességeinek. Megtanulta hogyan kell újra megalkotni a Bézel medálokat, melyek segítségével többek között repülni is tud. Testi és lelki fejlődésének köszönhetően megszerezte a fekete övet is, így a harcművészetek és a varázslás terén is otthonosan mozgott.

### Max Tennyson
Eredeti hang:
- Paul Eiding – Ben 10, Ben 10 és az idegen erők, Ben 10: Ultimate Alien és Ben 10: Alien Force (60, 65 és 66 évesen)
- Adam Wilye – Ben 10 (12 évesen a Ne idd meg a vizet! epizódban)
- Jason Marden – Ben 10: Ultimate Alien (12 évesen a Moonstruck memória-flashback jelenetében)

Magyar hang:
- Szersén Gyula – összes sorozat
- Várkonyi András – Ben 10 (2016)

Megformálója:
- Lee Majors – Ben 10: Harcban az idővel
- Barry Corbin – Ben 10: Alien Swarm

Maxwell „Max” Tennyson Gwen és Ben hatvanéves nagypapája. Érdekes gasztronómiai ízlését unokái nem díjazzák. Viszont kalandvágyó természetét annál inkább. Ebből adódóan mindig érdekes utazásokra viszi Bent és Gwent. Max egy lakókocsiban utazik, mely a Rozogány becenevet kapta (maga a jármű egy GMC Classic Motorhome típusú lakókocsi).
Ez a kocsi több mint egyszerű jármű, ugyanis tele van szuper, csúcstechnikát képviselő trükkös ketyerékkel, melyek többek közt képessé teszik a kocsit a 300 km/h-s sebesség elérésére is.
A nyári vakáció során fény derül Max múltjára is. Régen a kormány szupertitkos szervezetének, a Szerelőknek dolgozott, akik minden nem éppen szokványos esettel foglalkoztak. Pályája során Max rengeteg tapasztalatot gyűjtött az űrlényekről és egyéb furcsa esetekről. Ezek a tapasztalatok hasznosnak bizonyulnak, miután Ben csuklóján feltűnik az omnitrix.
Ben és Gwen eleinte nem sokat törődtek nagyapjuk foglalkozásával, azt gondolván, hogy szimpla szerelő volt, de végül kiderült az igazság. A szerelők rendelkeztek egy bázissal is a Rushmore-hegy alatt.
Max korábban már megütközött Vilgax-al is és legyőzte őt. Nem sokkal ezután a szervezet megszűnt.
Max volt az egyik jelölt az Apollo 11 űrprogramba is, de ezt visszautasította.
Szerelmi kapcsolat alakult ki közte és egy Xylene nevű nőnemű idegen közt. Xylene megpróbálja elcsábítani Maxt, hogy együtt járják a galaxist, de Max unokáira hivatkozva ezt elutasítja.
Az idegen erőkben Max a Szerelők félig-meddig már visszavonult tagja. Akkor tűnt el amikor a Csúcsvér-összeesküvésben nyomozott. A Max Out című epizódban találkozik unokáival, de az epizód végén feloldozza magát, hogy megsemmisüljön a Csúcsvér gyár. A Voided című epizódban Ben és Max újra találkoznak a Null Voidban, és megígéri Bennek, hogy hamarosan visszatér. A War of the Worlds című epizódban tér vissza amikor segít Bennek elpusztítani a Csúcsvért.
Nyolcvanévesen a jövőben, szakállat növesztett, és elvesztette jobb karját, melyet egy robotkarral pótolt, amely több fegyverré is át tud alakulni. Lakókocsiját szintén továbbfejlesztette és sok egyéb mellett képessé tette a repülésre is.
Még tíz évvel később is mindig Ben mellett találjuk, bár nagyon lefogyott és összetöpörödött.
Max angol hangját Paul Eiding kölcsönzi.

### Kevin Levin
Eredeti hang:
- Michael Reisz – Ben 10 (az első évadban, 11 évesként)
- Charlie Schlatter – Ben 10 (1. és 2. évadban, 11 és 43 éves kor között, a Ken 10 epizódban)
- Greg Cipes – Ben 10 és az idegen erők, Ultimate Alien, Omniverzum (16 és 17 évesen)

Magyar hang:
- Szvetlov Balázs – Ben 10
- Kováts Dániel – Ben 10 és az idegen erők, Ultimate Alien, Omniverzum, Ben 10: Alien Swarm
- Berkes Bence – Ben 10 (2016)

Megformálója:
- Nathan Keyes – Ben 10: Alien Swarm

Kevin "Kev" Ethan Levin az energiavámpír. Kevin kezdetben szövetkezett Bennel, amikor összeveszett nagypapájával. Miután Ben rájött, hogy Kevin túllőtt a célon: megállította. Ám Kevin DNS-e összeolvadt az Omnitrixével, és így minden idegen erejét egyszerre birtokolja.
Ben egyik ellensége volt. Az idegen erőkben csatlakozik Benékhez és segít is nekik. Képes elnyelni bármit amihez hozzáér. A harmadik évadban a végtagjait bármilyen szilárd tárggyá át bírja alakítani. Szerelmes Gwenbe, de ezt nem mondja meg neki.
Az Ultimate Alien-ben elnyeli az Ultimatrix erejét, hogy legyőzze Aggregator-t, de az erő hatására ismét Kevin 11 nevű bűnöző lesz. Ebben a formában sokkal erősebb, mint volt, hisz az Ultimatrix idegenjeinek DNS-kavalkádját hordja, nem az alap Omnitrixét. Végül Ben, Gwen, Cooper Daniels és Michael Hajnalcsillag állítja le.
Az Omniverzumban is megjelenik, bár ott inkább mellékszereplőként.

### Rook Blonko
Eredeti hang:
- Bumper Robinson – Ben 10: Omniverzum

Magyar hang:
- Kossuth Gábor – Ben 10: Omniverzum

Rook Blonko egy Revonnah bolygói farmer, aki apja tiltakozása ellenére belépett a szerelők közé. Max Tennyson a kiképzése után szövetséget kötött vele, s megbízta, hogy legyen Ben segítőtársa.
Rook nem ismeri ki magát a Földön, de az emberek által kevésbé ismert planétákon szakértő. Bennel együtt fedezi fel a földalatti idegenlények világát, s Bennel együtt harcol a Vilgax-nál is erősebb Khyber ellen. Különleges páncélzatot visel, amelyhez Proto-fegyver is tartozik. Ezt bármilyen fegyverré át lehet alakítani.
Rook egy rendkívül képzett, korszerű oktatásban részesült harcos, aki néha kiegészíti Ben-t, de néha Ben egészíti ki őt. Ben eleinte nem tartotta jó szemmel az együttműködést, úgy gondolta, hogy Max szerint még nem áll készen az egyedüli küzdelmekre, de végül megelégedett harcostársával.
A sorozat vége felé Rookot a jelentős Vízvezeték-szerelői teljesítményeiért magiszterré léptetik elő.

## Mellékszereplők

### Vízvezeték-szerelők
A Vízvezeték-szerelők egy intergalaktikus rendőrség, amelyen belül több száz kisebb kommandó és ezernyi hadsereg létezik. Titkos Földi állomása a hatalmas Rushmore hegyben rejtőzik. Ide egyedül csak Dr. Animo tudott betörni hipnotizált poloskái és sáskái segítségével.
Az ismert Szerelők a következők:

#### Magiszter Prior Gilhil
Eredeti hangja:
- JK Simmons – Ben 10: Az Idegen Erők és Ben 10: Ultimate Alien

Magyar hang:
- Turi Bálint – Ben 10: Az Idegen Erők
- Schmied Zoltán – Ben 10: Ultimate Alien

Magiszter Prior Gilhil egy intergalaktikus űrzsaru, aki a legfejlettebb idegentechnológiákat védelmezi a különböző gonosz betolakodók és rablók elől. Az Idegen Erőkben letartóztatja Ben, Gwent és Kevint, mondván, hogy csupán színészkednek, az Omnitrixet pedig ellopták. Az okfejtés félig igaz, mivel hivatalosan nem szuperhősök, ezért Gilhil megtiltja, hogy tovább küzdjenek, máskülönben mennek a Nulla Űrbe, ráadásul elveszi Kevin jelvényét is. Később bocsánatot kér, miután meggyűlik a baja Sötét Csillaggal.
Az Ultimate Alien sorozatban lelte halálát. Az Aggregor által foglyul ejtett idegenek egyike, Galapagus vészjelzést küld a szerelőknek. A kiérkező Gilhil kutakodás közben megtalálja az idegenek börtöncelláját, ám nem tudja kiszabadítani őket, mert Aggregor hátba szúrja a baltájával, amibe egy sokkoló volt építve.
Gilhil egy mecha-titanium páncélzatot hord, talpig felfegyverezve mindenféle galaktikus pisztollyal, melyeket azonban a páncélzaton belül hord. Leginkább egy békára hasonlító DNS mintát visel, lásd az arcát.

#### Magiszter Labrid
Eredeti hangja:
- Jeff Bennett – Ben 10: Az Idegen Erők és Ben 10: Ultimate Alien (flashback)

Magyar hangja:
- Vass Gábor – Ben 10: Az Idegen Erők

Magiszter Labrid az egyik legmagasabb rangú magiszter az Idegen Erők sorozat első két részében. Eleinte nem ismerte fel Bent és Gwent, ezért fegyvert fogott rájuk, mondván, hogy ellopták az Omnitrixet. Azonban gyorsan rájön, kikkel áll szemben, ezért inkább elvitte őket egy raktárhoz, ahol Kevin Levin, a DNAlienek és az Örök Lovagok közt fegyvercsempészés volt.
A DNAlienek és Örök Lovagok gyorsan észrevették a triót, de Kevin segítségével gyorsan elkergették a bűnözőket. Ezt követően elmentek a Lovagok hadiszállására, ahol a börtönbe zárt robotsárkány megnyugtatása és a lovagi őrség legyőzése közben Labrid halálos sérülést szenved. Utolsó kívánsága volt, hogy Ben, Gwen és Kevin keressék meg az ötös szintű technológia forrását, találják meg Max-et és mentsék meg a Földet a közelgő Csúcsvérinváziótól.
Labrid egy mecha-titanium páncélzatot hordott, tele (valószínűleg) halvérrel, mely halszerű testét életben tartotta. Az egyik lovag lézerpisztolyának felrobbanásánál kiszakadt a páncélja, melytől ömleni kezdett a halvér. Lényegében ennek köszönhető, hogy a szervezete nem tudta ellátni a gyilkos sérüléseit.

#### Magiszter Patelliday
Eredeti hangja:
- Rob Paulsen – Ben 10: Ultimate Alien és Ben 10: Omniverzum

Magyar hangja:
- Seder Gábor – Ben 10: Omniverzum

Magiszter Patelliday egy Pisccis Vollans vízvezeték-szerelő (akárcsak Magiszter Pike), aki a vízvezeték-szerelők másodlagos parancsnoka volt. Az Ultimate Alien sorozatban csak Ma Vreedle letartóztatásánál jelenik meg.
Az Omniverzumban több helyen is megjelenik, s több jelentős teljesítménye is van, például egyszer megmenti Bent és Rookot.

### Vízvezeték-szerelők segítői
Ez a csoport gyermek szerelőkből áll, akik az igazi szervezetet támogatják a küzdelmekben (pl. az Idegen Erők sorozatban a Csúcsvér és az Emberi világ háborújánál).

#### Cooper Daniels
Eredeti hangja:
- Cathy Cavadini – Ben 10
- Corey Padnos – Ben 10: Az Idegen Erők
- Chris Pratt – Ben 10: Ultimate Alien
- Eric Bauza – Ben 10: Omniverzum

Magyar hangja:
- ? – Ben 10
- Szalay Csongor – Ben 10: Az Idegen Erők, Ben 10: Ultimate Alien, Ben 10: Omniverzum

Cooper Daniels középiskolás tinédzser, szerelmes Gwenbe. Képes uralni a különféle elektronikus tárgyakat, vagy éppen szuper harci felszereléssé változtatni. Amikor a "Világok háborúja" epizódban a csúcsvérek szolgáinak, a DNaliennekknek segített, annak érdekében, hogy változzanak vissza normális emberekké, a jól ismert Platinum gép továbbfejlesztett változatát láthatjuk a fiún. Az egyik kiegészítő fegyver segítségével, a T-mikro wave pisztolynak köszönhetően sikerült terve végrehajtása, a DNaliennek vissza kapták az eredeti testüket, életüket. Az édesapja Max nagyapa egy szerelőtársa.

#### Alan Albright
Eredeti hangja:
- Zeno Robinson – Ben 10: Az Idegen Erők és Ben 10: Ultimate Alien
- Bumper Robinson – Ben 10: Omniverzum

Magyar hangja:
- Pálmai Szabolcs – Ben 10: Az Idegen Erők
- Bódy Gergely – Ben 10: Ultimate Alien

Alan Albright minden vágya, hogy ő is a Nulla Űr zsaruk közé tartozzon. Lánglovag DNS mintáját viseli. Mivel még kezdő szerelő, még nem tud olyan nagy lánglabdákat lövellni, mint Ben idegenlénye. Szülei elhagyták egy zord kukoricaerdőben, ezért a hátralévő életét ott kellett eltöltenie, majd ifjú korban áttelepedett a Nulla űrbe. Nem szereti a rendőröket, kiskora óta menekülnie kellett előlük.

#### Manny Armstrong
Eredeti hangja:
- Khary Payton – Ben 10: Az Idegen Erők

Magyar hangja:
- Kárpáti Levente – Ben 10: Az Idegen Erők és Ben: Ultimate Alien

Manny Armstrong egy Nulla űr zsaru, akinek olykor nagyobb makacssága, mint a bátorsága. Egy univerzum gyalogos, aki bár nem magiszter, mégis engedélye van intergalaktikus járőrözésekre. Kevésbé bízik meg a hagyományos űrzsarukba, de ha végveszély közeledik, kitart mellettük. Négy keze van, s mind a négy kezéhez egy-egy zsarupisztoly, melyek mindig nála vannak. Minden problémáját küzdelmekkel próbálja megoldani, de előfordul, hogy mégis a gondolkodást választja. Egy Hellen nevű tanácsadóval harcol az űrben, többnyire azért, mert kisebb romantikus kapcsolatot érez iránta. Gyakran viselkedik úgy, mint egy igazi szerelőparancsnok, leginkább ha az adott esetben sok verekedés fordul elő.

#### Hellen Wheels
Eredeti hangja:
- Juliet Landau – Ben 10: Az Idegen Erők

Magyar hangja:
- Kiss Virág Magdolna – Ben 10: Az Idegen Erők

Hellen Wheels Manny segítőtársa. A jól ismert Villámmanó DNS-ét használja. Derék és serény harcosnő, Manny tanácsadója. A Nulla Űr zsaruk közül ő az egyetlen nő. Mikor az űrőrök D-űr irányítása alá kerültek, ő volt az egyetlen, aki kommunikálni tudott a röpdöső szörnyetegekkel.

#### Pierce Wheels
Eredeti hangja:
- Adam Wylie – Ben 10: Az Idegen Erők és Ben 10: Ultimate Alien

Magyar hangja:
- Pálmai Szabolcs – Ben 10: Az Idegen Erők és Ben 10: Ultimate Alien

Pierce "Tüske" Wheels félig ember, félig sün. A "Szerelőtanoncok" című epizódban megfenyegeti Ben-t, elvesztette az utolsó esélyét, és emiatt ki fogja engedni a teljes erejét. A "Harc a Nulla Űrben" epizódban megismerkedik Bennel, azonban nem engedi, hogy a fiú eljusson az ott Fullánk néven szereplő Max nagyapához. Tüske hasonlóan nevelkedett fel, mint Alan, ám neki nem elmentek a szülei, hanem Dr. Animo bandája elpusztította őket. A sünember lakhelye már kezdetektől fogva a Nulla Űr volt. Hatalmas energiával rendelkezik életveszélyes tüskéi mögött. Különleges képessége, hogy akár 300 km/h-s sebességgel is ki tud lőni magából 70 db tüskét. A Ben 10: Ultimate Alien "A purgatórium" című epizódjában egy lánnyal randevúzik, amikor megtámadják az Örök Lovagok, és megölik a 16 éves fiút.

#### Lucy Mann
Eredeti hangja:
- Tara Strong – Ben 10 és Ben 10: Omniverzum

Lucy Mann egy Sludgeppuies faj tagja, aki képes bővíteni a végtagjait és változtatni a megjelenését. Lucy jelentős tetteket hajtott végre, mint Amalgám-kölyök.

#### Kai Green
Eredeti hangja:
- Bettina Bush – Ben 10

Kai Green egy Új-Mexikói diák, akinek nagyapja, Wes Green vízvezeték-szerelő volt. Kai először a Benfarkas című epizódban jelenik meg, ahol Ben első látásra beleszeret. Ugyanebben az epizódban a rejtélyes szörnyfarkas befészkeli magát az Omnitrixben, s miután Ben farkasalakban legyőzi az igazit, kiderül, hogy Kai csakis azért lett szerelmes belé, mert farkassá változott.

### Julie Yamamoto
Eredeti hangja:
- Vyvan Pham – Ben 10: Az Idegen Erők, Ben 10: Ultimate Alien és Ben 10: Omniverzum

Magyar hangja:
- Bogdányi Titanilla – Ben 10: Az Idegen Erők, Ben 10: Ultimate Alien
- Kiss Virág – Ben 10: Az Idegen Erők (néha)
- ? – Ben 10: Omniverzum

Julie Yamamoto egy tizenöt-tizenhat éves amerikai-ázsiai diák, akinek a teniszezés a szenvedélye és félvér háziállata, a félig kiborg, félig állat Hajó nevelgetése. Julie Ben egykori szerelme és segítőtársa, aki egy félreértett telefonos beszélgetés útján veszett össze a főhőssel.
A Ben 10: Az Idegen Erőkben a randevújuk kissé félresikerül, ugyanis egy szerencsétlen idegenlénnyel találkoztak, akit egy óriási bombához kötöztek. Ben elmagyarázza a lánynak az Omnitrix-et és a Vízvezeték-szerelők szervezetének a működését, s átváltozik. Juliet láthatóan megdöbbentette Ben kiléte, de nem veszett vele össze.
Az Ultimate Aien A tökéletes barátnő részében, miután Európába utazott egy tenisztorna okán, Helena, a chipkirálynő felvette az alakját, s így tisztelgett Bennél, aki viszont rájött az igazságra, miután a tévében a tenisztorna ismétlésnél látta Julie-t.
Az Omniverzumban egyik epizódjában kiderül, hogy egy telefonos beszélgetés félresikerülése miatt szakítottak, így Julie Ben helyett egy francia riporterrel kezdett járni. Ennek ellenére az epizód végén Julie és Ben megegyeztek, hogy barátok maradnak, miután megmentették Looma hercegnőt.

### Hajó
Eredeti hangja:
- Vyvian Pham – Ben 10: Az Idegen Erők és Ben 10: Ultimate Alien

Hajó egy félig kiborg, félig mutáns házikedvenc, akit Julie Yamamoto nevelget, de képes saját fantáziájából is átváltozni. Beszédben nem igazán jártas, csak a saját nevét tudja mondani, de azt a magyar változatban mindig más hangon.
Jelentősebb szerepe az Idegen Erőkben van, amikor az Örök Lovagok őrült feltalálója a legkegyetlenebb fejvadászával elfogatja és könyörtelen szörnnyé változtatja Hajót. Csak egy vérvörös neonfényű gyilkolóhajóvá tudott így átalakulni, aki csak Julie-nak tudott ellenállni, még a saját feltalálójának sem. Végül visszaalakul, s segíti Bent, Gwent, Kevint és Juliet a kimenekülésben. Közvetlenül azután, hogy kiemelkedtek az erődből, az épület felrobbant.
Az Ultimate Alien A tökéletes barátnő című epizódjában megérzi, hogy a Ben körül legyeskedő Julie valójában az álcát hordó Helena, s veszettül ugatni kezd, amikor a lány a közelébe jön.

### Azmuth
Eredeti hangja:
- Robert David Hall – Ben 10
- Jeff Bennett – Ben 10: Idegen Erők és Ben 10: Ultimate Alien
- René Auberjonois – Ben 10: Omniverzum

Magyar hangja:
- Jelinek Márk – Ben 10
- Szokol Péter – Ben 10: Az Idegen Erők, Ben 10: Ultimate Alien és Ben 10: Omniverzum

Azmuth egy ezeréves galván, aki megalkotta az Omnitrixet, illetve részben az Ultimatrixet, a Unitrixet és az Ascalont. Azmuth magas intelligenciával és kreativitással rendelkezik, ezenkívül rengeteg tudományos eredményt is elért. Paradoxon professzor egyenesen őt nevezte az univerzum legokosabb lényének.
Azmuth először az Omnitrix titka című animációs film vége felé jelenik meg, ahol tanácsokat ad Bennek az óra használatáról, illetve aktiválja benne Óriás DNS-ét.
Az Idegen Erőkben egykori asszisztense, Albedo másolatot készít az Omnitrixet, s azt használva Ben után nyomoz. Megöl rengeteg DNAlient és Örök Lovagot, míg találkozik Bennel Bellwood egyik sikátorában. Először meg akarja puhítani a fiút, de mivel ez nem sikerül, az Omnitrix-másolatot használva próbálja meg lefegyverezni, ám Ben erősebbnek bizonyult. Végül egy számítógépes laboratóriumban csapnak össze, ami túlterheli mindkét Omnitrixet (Gwen és Kevin nem tehettek semmit, mert Albedo tömörítőhabbal a falnak ragasztotta őket). Mikor a két óra összekapcsolódik, Albedo DNS-e tönkremegy, s megjelenik Azmuth. Azzal bünteti Albedo-t, hogy börtönbe küldi és örökre ráakasztja a "büdös, izzadt és szőrös" testébe, majd elteleportálja. Ezután Azmuth kijelenti, hogy Ben méltó az Omnitrix viselésére, majd ő maga is távozik.
Még mindig az Idegen Erőkben, a Csúcsvérek DNALien-űrhajói ellepték Galvan-t, s szétromboltak több jelentős épületet, megöltek rengeteg galvánt. Az öngyilkosságra vágyó Azmuth végül az erősködő Paradoxon professzor viszi el. Míg a Földön Kevin és Gwen a háborúban résztvevőket toborozza, Azmuth elmagyarázza Bennek, hogy véleménye szerint a fiú helytelenül és önfejűen használja az Omnitrixet, nem méltó a viselésére, de Ben nagy nehezen ráveszi, hogy ne vigye el az eszközt. Azmuth ezen kívül aktiválja az óra Mester Fokozatát is A háború végén Azmuth meggondolja magát, úgy találta, Ben mégis jól használja a technológiát, így nála maradhat.
Az Ultimate Alien-ben nincs jelentősebb szerepe, az Omniverzumban viszont Albedo irányítása alatt egy ideig gonosztevő.

### Paradox
Eredeti hangja:
- David McCallum – Ben 10: Az Idegen Erők, Ben 10: Ultimate Alien és Ben 10: Omniverzum

Magyar hangja:
- Megyeri János – Ben 10: Az Idegen Erők (1. évad)
- Jakab Csaba – Ben 10: Az Idegen Erők (3. évad)
- Dézsy Szabó Gábor – Ben 10: Ultimate Alien, Ben 10: Omniverzum

Paradox egy biológiailag halhatatlan tudós és időutazó, aki egy jövő-menő embernek van leírva a sorozatban. Csúcstechnológiájú zsebórájának köszönhetően meg tudja állítani az időt körzetenként vagy az egész világban. Az egyik epizódban fel akarta keresni az Idős Paradox múltját.
Nagyobb szerepet azokban a részekben kapott, amikor Eon tönkretette az időszámítást, de fontos megjelenést kapott a Ben 10: Az Idegen Erők második évadának befejező részében, a Világok Háborújában. Rávette a makacs Azmuth-ot, hogy jöjjön el vele a pusztuló Galwin bolygóról, s segítsen a Csúcsvérinvázió ellen. Azmuth azonban kis mérete miatt nem bizonyult jó harcosnak, csak a DNAlienek emberi visszaváltoztatásánál jött jól. Paradox viszont megbűvölt órájának köszönhetően a kedve szerint bénította meg a DNAlien-csoportokat, hogy ne legyenek útban.
Paradox fizikailag egy fiatal férfire hasonlít, mivelhogy időutazó, s így nem öregszik. Fehér laborköpenyt hord, s egy sötétzöld lencséjű fürkészőszemüveget, de azt ritkán hordja az arcán.

### Jimmy Jones
Eredeti hang:
- Scott Menville – Ben 10: Ultimate Alien és Ben 10: Omniverzum

Magyar hang:
James "Jimmy" Jonah Jones egy tízéves fiú, Ben egyik fő rajongója, aki rájött, hogy Ben mentett meg mindenkit a bolygón, s szétkürtölte mindenkinek. Kevin eleinte neheztelt rá, de Gwen hatásárára megbarátkozott vele. Időnként informálja a főszereplőt az idegen lényekkel kapcsolatban.

### Aggregátor foglyai
Aggregátor, a kegyetlen intergalaktikus maffiózó különböző bolygókról különböző idegeneket rabolt el, hogy az erejüket leszívva legyőzhetetlenné váljon.

#### Bivaly / Bivalan
Eredeti hangja:
- Dee Bradley Baker – Ben 10: Ultimate Alien

Magyar hangja:
- Vass Gábor – Ben 10: Ultimate Alien

Bivaly egy vörös héjú, osztriga arcú, rákféle lény, aki fémerősségű vízsugarat tud lövellni a tenyeréből. Éjjelente mindig kiemelkedett az óceánból, s különböző csúcstechnológiás berendezéseket lopott a NASA-tól amellyel a saját űrhajóját akarta megjavítani, de ezzel akadályozta a NASA-t egy vadonatúj rakéta megépítésében. Ellopta a motort is – azaz egy nukleáris bombát -, s azzal akarta beindítani, de ezzel elpusztította volna Florida felét. Ben, Gwen, Kevin és Julie megakadályozták ebben, Ben beolvasta a DNS-ét az Omnitrixbe, s szólt a Vízvezeték-szerelőknek, hogy szállítsák vissza Bivalyt az otthonába. Ám Aggregátor sokkal hamarabb érkezett, mint a Szerelők, s elrabolta a szerencsétlen idegent.
A DNS-e az Omnitrixben a Vizigót nevet kapta.

#### Galapagus
Eredeti hangja:
- John DiMaggio – Ben 10: Ultimate Alien

Magyar hang:
- Szűcs Sándor – Ben 10: Ultimate Alien

Galapagus egy teknősbéka-szerű lény a Galapagos-szigetről, őrült szélviharokat tud előidézni ventilátorszerű felépítésével. Aggregátor a szülőföldjén rabolta el, miután megölte, vagy elgyengítette a rokonait. Mikor a többi négy idegennel megpróbált elmenekülni, a kommunikátort javasolta, hogy kérjenek segítséget, ám Aggregátor megölte a kiérkező Gilhill magisztert, mikor az kinyitotta volna a cellájukat. Amikor pedig ismét lehetőségük volt a menekülésre, Galapagus elárulta a többieket, hogy vissza kapja a szabadságát a véreskezű Aggregátortól.

#### P'andor
Eredeti hangja:
- Dee Bradley Baker – Ben 10: Ultimate Alien

Magyar hangja:
- Szinovál Gyula – Ben 10: Ultimate Alien

P'andor egy Prypiatosian-B, akit bezártak egy páncélöltönybe, hogy korlátozzák a hatalmát. Ezt csupán Kevin egy kristálya tudta áttörni. Miután kiszabadul, le akarja rombolni a várost és nukleáris energiát akar falatozni, amitől egyre keményebbé válik. Az öltönyben inkább hatalomvágyónak tűnik, kiszabadulva azonban özönlik belőle a kegyetlenség.

## Ellenségek

### Vilgax
Vilgax egy Chimera Sui Generis, az Árny Birodalmából. Ő a Tennyson család legádázabb ellensége. Semmi és senki nem állíthatja meg céljának elérésében, nevezetesen, hogy megkaparintsa az omnitrix-et. Ugyanis az omnitrix segítségével akar létrehozni egy olyan erős hadsereget, mellyel képes lesz leigázni a Galaxis összes bolygóját.
A Xylene-el való űrcsata során azonban súlyos sérüléseket szenved, s egy regeneráló tartályba kerül. Robotdrónjaira, és fejvadászokra bízza az omnitrix begyűjtését. Ezen hadműveletei mindig kudarcba fulladtak.
Végül ő maga veszi kezébe az irányítást. Előlépvén a tartályból sokkal erősebb mint valaha volt. Már a változtatások előtt is nagyon ellenálló volt a sérülésekkel szemben, képes volt túlélni például egy nukleáris robbanást is. Ám új formájában felhőkarcolónyi magasságokba tud ugrani, vagy egyetlen ütéssel szét tud zúzni egy hegyet. Dacára ezen képességeinek, a Tennyson-ok végül legyőzik őt, űrhajója pedig megsemmisül vele együtt.
Vilgax azonban túlélte a robbanást, de valahogyan hibernálódott és a nyílt űrbe sodródott. A második évad végén Kevin 11, megmenti és egyesítik erejüket, hogy megszerezzék az omnitrix-et, ám végül mindketten a Null Űr dimenzióban ragadnak.
A Ben 10 000 c. részben Dr. Animo feltámasztja Vilgax-ot, hogy bosszút álljon Ben-en. De végül mindkettejüket legyőzik.
Vilgax egy „álom” verziója is feltűnik a negyedik évad első epizódjában és szembeszáll Ben-nel. A csata rövid ideig tart, Vilgax megpróbálja a Null Űrbe küldeni Ben-t, de végül ő kerül oda. Az Örök Lovagok gépezetében ez volt az egyetlen hiba, mert Vilgax nem kísérelte meg elvenni az omnitrix-et mielőtt Ben-t a Null űrbe röpítette volna.
Vilgax megjelenik Az omnitrix titka című moziban is. Nem tudni, hogyan jutott ki a Null Űrből, de annyi bizonyos, hogy Ben iránt érzett gyűlölete tovább fokozódott. Mindenáron meg akarja szerezni az omnitrix-et, ezért nem hajlandó elismerni, hogyha az óra felrobban az univerzum fele is elpusztul vele együtt. Számos csata után végül Ben győzedelmeskedik, a Nagy Idegen segítségével kilöki Vilgax-ot az űr sötét mélységeibe.
Vilgax az első és a második évadban Ben fő ellenlábasa.

### Hex
Egy mágus aki varázsbotjából és varázsamulettjeiből nyeri a hatalmát. Meg akarta szerezni az Archamada varázslatok könyvét, ám Gwen az egyik talizmán segítségével legyőzte és elpusztította a talizmánokat.

### Bűbájosztó
Hex unokahúga, aki később kiszabadítja őt a börtönből. Az összes varázslatos tárgyát a kis táskájában tartja. Anélkül nem ér semmit. A Ben 10 és az idegen erők és a Ben 10: Ultimate Aliensorozatokban megnyit egy mágikus átjárót a varázs mannával rendelkező világba, a Bűbáj Birodalomba, ahol több ezer élőlényt az ő sötét mágia tudása tartja életben, s bővíti gonoszságukat, nehogy bárki közülük tudatára ébredjen, hogy egy mannával irányítják. A legnagyobb ellensége Gwen, mivel az aurája gyakran változtatja a Bűbáj Birodalom helyét.

### Enoch
Az örök lovagok vezetője. Mániás idegentechnika gyűjtő. Először akkor tűnik fel, mikor Howwel elviszi neki Ragacskát.Miután Ragacska és a Tennysonok elpusztítják a kastélyát, az Omnitrix és a Tennysonok után érdeklődik.

### Dr. Animo
Az örült tudós, aki az állatokat mutánsokká akarja változtatni. Majd miután megszerzi az Omnitrix fedelét, egy műhold segítségével az egész világra szét akarja szórni mutáns sugarát, hogy az összes ember az mutánssá váljon, ám Ben megállítja.

### Six-Six
A három fejvadász egy másik tagja. Talpig fel van fegyverkezve a csúcstechnikás fegyverekkel. Későbbi visszatérésénél meg akarja szerezni az X elemet, hogy egy veszélyes vegyületet hozzon létre és azzal bombázza a naprendszert.

### Kraab
A harmadik fejvadász. Ez a rákra emlékeztető robot ollójából lézert lövell, és lábai segítségével képes belefúrni magát a földbe.

### Vulcanus
Szövetkezett Six-Sixel hogy megszerezzék az X elemet. Csupa izom, nulla agy.

### Dr. Victor
A Nasa-nak dolgozott. Átalakult formája egy mutáns lény. Később föltámasztotta mesterét, Szellemet. Majd kilő egy rakétát az űrbe hogy a Múmia kövével sötétséget hozzon a zombi emberi seregre. Tökéletes hely Szellem számára.

### Megawattok
Ezek is űrlények. Akkor jelentek meg mikor Max nagypapa elvitte Ben-t és Gwen-t egy városba. A Megawattokat egy hatalmas gumilabdába zárták amit Az-nak nevezték el. Ben véletlenül kiszabadította őket de aztán csellel becsalogatta őket egy hatalmas üveggömbbe. 20 évvel később Ben-nek már meglesz ez az idegen a képességei áramot tud lövellni a szeméből, a kezéből, és a feje búbjából. Hát épp ezért üveg gömbbe zárták mert az üveg nem vezeti az áramot.

### Csúcsvér
A Csúcsvér úgy gondolja, hogy az összes faj közül ők a legtisztábbak, és meg akarják tisztítani a világot az alacsonyabb szintű életformáktól. Később kiderül, hogy már majdnem kihaltak.

### DNaliens
Az emberek és a földönkívüliek keveréke amik a Csúcsvért szolgálják. A DNAlienek fel tudják venni emberek alakját.

### Az Örök Lovagok
Egy olyan szervezet ami már a Középkortól titokban működött. A Forever Knights földönkívüli eszközöket árul. Később kiderül, hogy felbecsülhetetlen értékű ötös szintű csúcstechnológiákat rejtettek el bennük. A legnagyobb ellenségük egy mechanikus sárkány, aki azonban csak el akar menekülni a földről. Az Örök Lovagoknak először Ennoch, majd a későbbiekben Sir Dagonett a vezetőjük. A Ben 10 és az idegen erők első epizódjában szövetséget kötnek Kevinnel, hogy titokban ötös szintű technológiákkal fognak érvénytelenül kereskedni, de Kevin elárulja őket, s végül végez az egyik hadseregükkel.

### Sárkány
Az örök lovagok ellensége. Egy alkalommal sárkány kiszabadult az örök lovagok börtönéből, s ekkor már Ben csapata küzdött meg vele. Ben Majompókká változva felfedezte a torkán lévő fordítógép tetemét. Ezt követően le is tépi, s megjavíttatja Kevinnel. Majd a következő küzdelemben egy hatalmas ugrással rádobja a sárkány nyakára, mire az emberi nyelven elmondja, hogy az örök lovagok évezredek óta kínozzák őt annak érdekében, hogy azzal új uralkodójuknak, Sir Dagonett úrnak fejezzék ki tiszteletüket.